# The Twilight Zone Tower of Terror
The Twilight Zone Tower of Terror è un'attrazione drop tower del parco divertimenti francese Parc Walt Disney Studios situato all'interno del resort Disneyland Paris.
L'attrazione, come altre nel suo genere situate in altri parchi Disney, è ispirata alla serie televisiva fantascientifica diretta da Rod Serling, Ai confini della realtà.

## Sviluppo
Dopo il via libera nel 2005 la costruzione prende il via nel 2006 per concludersi nel 2007. La torre prende posto nel secondo parco del resort dedicato al cinema, posizionandosi centralmente. Nella zona dell'attrazione vengono inseriti dei finti set cinematografici creando così l'area tematica Production Courtyard. La torre si presenta come un fittizio hotel della Hollywood anni 40', denominato The Hollywood Tower Hotel.

## Esperienza

### Coda e pre-show
La coda dell'attrazione si estende sia esternamente che internamente all'hotel, ricoprendo la zona dei giardini e la lobby della struttura. Una volta raggiunta la lobby gli operatori creano dei gruppi composti da 21 ospiti, poi condotti all'interno della libreria dell'hotel dove ha inizio lo spettacolo antecedente. Durante questo pre-show un video racconta la storia di 5 ospiti del Hollywood Tower Hotel che nel 1939 sparirono misteriosamente dopo che l'ascensore in cui si trovavano venne colpito da un fulmine. Il narratore del video invita poi gli ospiti dell'attrazione a salire sull'ascensore di servizio che li condurrà ai confini della realtà. Concluso il pre-show, e dopo un'altra breve coda, gli ospiti vengono caricati nell'ascensore che si presenta come un vagone composto da 21 posti a sedere disposti su file.

### Svolgimento
Una volta chiusesi le porte dell'ascensore, la cabina indietreggia portando il vagone nel vano principale. La voce di una bambina, scomparsa anch'essa nel 1939, sussurra e canticchia, pochi istanti dopo la cabina inizia la sua veloce caduta e risalita fermandosi pochi secondi dopo ad un altro piano della torre. Le porte dell'ascensore si aprono mostrando un grande specchio dove gli ospiti si vedono riflessi, segue l'apparizione della bambina apparsa precendentemente, le luci tremano ma una volta riaccese mostrano nel riflesso il vagone completamente vuoto. L'ascensore riprende il ciclo di salita e discesa per fermarsi ad un ulteriore piano che questa volta rivela un lungo corridoio dove appaiono poco dopo i fantasmi dei 5 scomparsi che, in modo spaventoso, invitano gli ospiti ad unirsi a loro. La cabina continua poi il ciclo fermandosi un'ultima volta davanti a una grande finestra che mostra tutto il parco dall'alto per alcuni secondi, viene scattata una foto e la cabina torna a cadere. Una volta concluso il ciclo l'ascensore rientra nel varco principale permettendo l'uscita degli ospiti. Passati attraverso i corridoi del seminterrato si viene condotti al negozio di souvenir.

## Altre versioni
Esistono altre versioni dell'attrazione in altri parchi Disney, quali Disney's Hollywood Studios, Tokyo DisneySea (che non sfrutta il tema Ai confini della realtà) e precedentemente Disney California Adventure.